# Groupe Dassault
Die Société GIMD (Groupe Industriel Marcel Dassault) mit Sitz in Paris ist eine Holding von Gesellschaften aus Frankreich, im Besitz der Familie Dassault und geführt von Charles Edelstenne.

## Portfolio
- Dassault Aviation (50,55 %)
- Dassault Systèmes (45,1 %)
- Lagardère Active (20,0 %)
- Veolia (5,9 %)[4]
- Dassault Développement
- Dassault Communication
- Dassault Falcon Jet
- Dassault Falcon Service
- Dassault Multimedia
- Dassault Investissements
- SABCA
- Socpresse

Weiterhin ist sie mit 5 % an BioMérieux beteiligt sowie an Kudelski.